# Florida española
La Florida española se refiere al territorio español de La Florida, que fue el primer asentamiento importante europeo en América del Norte en la Era de los Descubrimientos. La Florida formó parte de la Capitanía General de Cuba, el Virreinato de Nueva España y el Imperio español, durante la colonización española de América. Durante las primeras exploraciones, el territorio conocido como La Florida, no tenía fronteras claramente definidas, y abarcaba un área mucho mayor a la del actual estado estadounidense de Florida. Durante gran parte del siglo XVI, se conocía como «La Florida» a un extenso territorio costero del golfo de México y el océano Atlántico, comprendido entre la desembocadura del río Pánuco y la bahía de Chesapeake, abarcando gran parte del actual sureste de Estados Unidos. Los derechos de España sobre esta vasta área estaban basados en expediciones de exploración durante el siglo XVI. Pero España nunca ejerció un control real sobre La Florida más allá de varios asentamientos y fuertes.
La Florida española fue establecida en 1513 cuando Juan Ponce de León reclamó la península de Florida para España durante la primera expedición europea oficial a América del Norte. Esta reclamación fue extendida cuando varios exploradores (principalmente Pánfilo de Narváez y Hernando de Soto) desembarcaron cerca de la bahía de Tampa a mediados del siglo XVI y deambularon hacia el norte hasta los Apalaches y al oeste hasta el actual estado de Texas buscando sin éxito oro y otras riquezas. El presidio de San Agustín fue fundado en la costa atlántica de Florida en 1565; varias misiones fueron establecidas a lo largo del nordeste de Florida, Georgia y Carolina del Sur durante los siglos XVI y XVII; y Pensacola fue fundada en el noroeste de Florida en 1698 fortaleciendo los derechos españoles en esa parte del territorio.
El control español en la península de Florida fue posible por el colapso de las culturas nativas de la zona durante el siglo XVII. Varias tribus amerindias como los Timucua, Calusa, Tequesta, Apalache, Tocobaga y Ais, habían sido durante siglos los residentes de este territorio y la mayoría resistieron las incursiones españolas. Sin embargo los conflictos contra los españoles, ingleses y los aliados nativos de estos últimos, y sobre todo las enfermedades traídas de Europa, diezmaron a la población indígena que era casi inexistente a principios del siglo XVIII. A mediados de ese siglo, grupos de Creek y otros nativos americanos del norte emigraron hacia la Florida española, ya que fueron expulsados de sus tierras por los colonos ingleses. Posteriormente estos refugiados se unieron a los afroamericanos que huían de la esclavitud en las colonias cercanas y a los sobrevivientes de los indígenas de Florida y formaron la cultura seminola.
La extensión de la Florida española comenzó a encogerse en el s. XVII y las misiones fueron abandonadas como consecuencia de la disminución de nativos. Entre las enfermedades, pobre gestión e inoportunos huracanes, varios intentos de establecer nuevos asentamientos en La Florida terminaron en fracaso. Sin oro ni plata en la zona, España consideró a Florida (y en particular la fortificada ciudad de San Agustín) como una «zona colchón» entre las más prósperas zonas del sur y oeste, y las recientes colonias de sus rivales europeos en el norte. El establecimiento de la provincia de Carolina por los ingleses en 1639, Nueva Orleans por los franceses en 1718, y la provincia de Georgia por Gran Bretaña en 1732 limitaron las fronteras de Florida, causando descontento entre los españoles y provocando la guerra del Asiento (1739-1748) incluyendo el sitio de San Agustín (1740) y la invasión de Georgia (1742), ambas repelidas. Al término de la guerra la frontera norte de la Florida española estaba situada cerca de la frontera del actual estado de Florida.
Gran Bretaña, temporalmente, tomó el control de Florida en 1763 como resultado de la guerra anglo-española (1761-1763), pero al término de la siguiente guerra anglo-española (1779-1783), que terminó con el tratado de París (1783), el territorio pasó de nuevo a manos españolas. Después de una corta disputa por la frontera con la naciente Estados Unidos, los países fijaron sus fronteras y los españoles permitieron a los estadounidenses la libre navegación por el río Misisipi según los términos del tratado de San Lorenzo (1795).
Francia vendió Luisiana a los Estados Unidos en 1803. Los estadounidenses reclamaron que la transacción incluía Florida Occidental, pero los españoles insistían en que esa área no pertenecía a Luisiana y seguía siendo territorio español. En 1810 los colonos estadounidenses y británicos (asentados durante el periodo británico) se rebelaron, conquistaron este territorio y crearon la República de Florida Occidental, que en 1812 pasó a formar parte del Territorio de Misisipi. De esta forma las fronteras de la Florida española coincidieron con las del actual estado de Florida.
En los primeros años del siglo XIX se levantaron tensiones en la frontera de la Florida española con el estado de Georgia ya que los cazadores de esclavos estadounidenses perseguían a los seminolas negros del norte de la Florida española. Estas tensiones aumentaron cuando los británicos ayudaron a los seminolas contra los americanos en la guerra anglo-estadounidense de 1812. Como consecuencia de esta guerra, dos años después, en 1816, los estadounidenses invadieron el norte de la Florida española comenzando la primera guerra semínola. España buscó una solución pacífica que fue el tratado de Adams-Onís de 1819 por el que se comprometía a ceder sus derechos a los Estados Unidos en 1821, quien controlaba ya el territorio.

## Primera época española (1565-1763)
Cuando el conquistador español Juan Ponce de León llegó a Florida en 1513 varias tribus de indígenas vivían en el territorio. Avistó las costas de Florida por primera vez el 27 de marzo de 1513 confundiéndola con una isla. El día 2 de abril desembarcó. Bautizó a la tierra recién descubierta como "La Pascua Florida" por haberse producido el descubrimiento durante el Domingo de Resurrección de Semana Santa. El descubrimiento de La Florida posibilitó en 1517 el viaje de vuelta a Cuba desde Champotón de Francisco Hernández de Córdoba tras descubrir la península del Yucatán. 

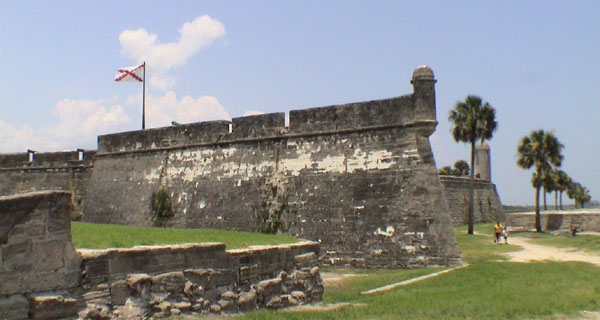
Castillo de San Marcos (1695) en San Agustín (1565)
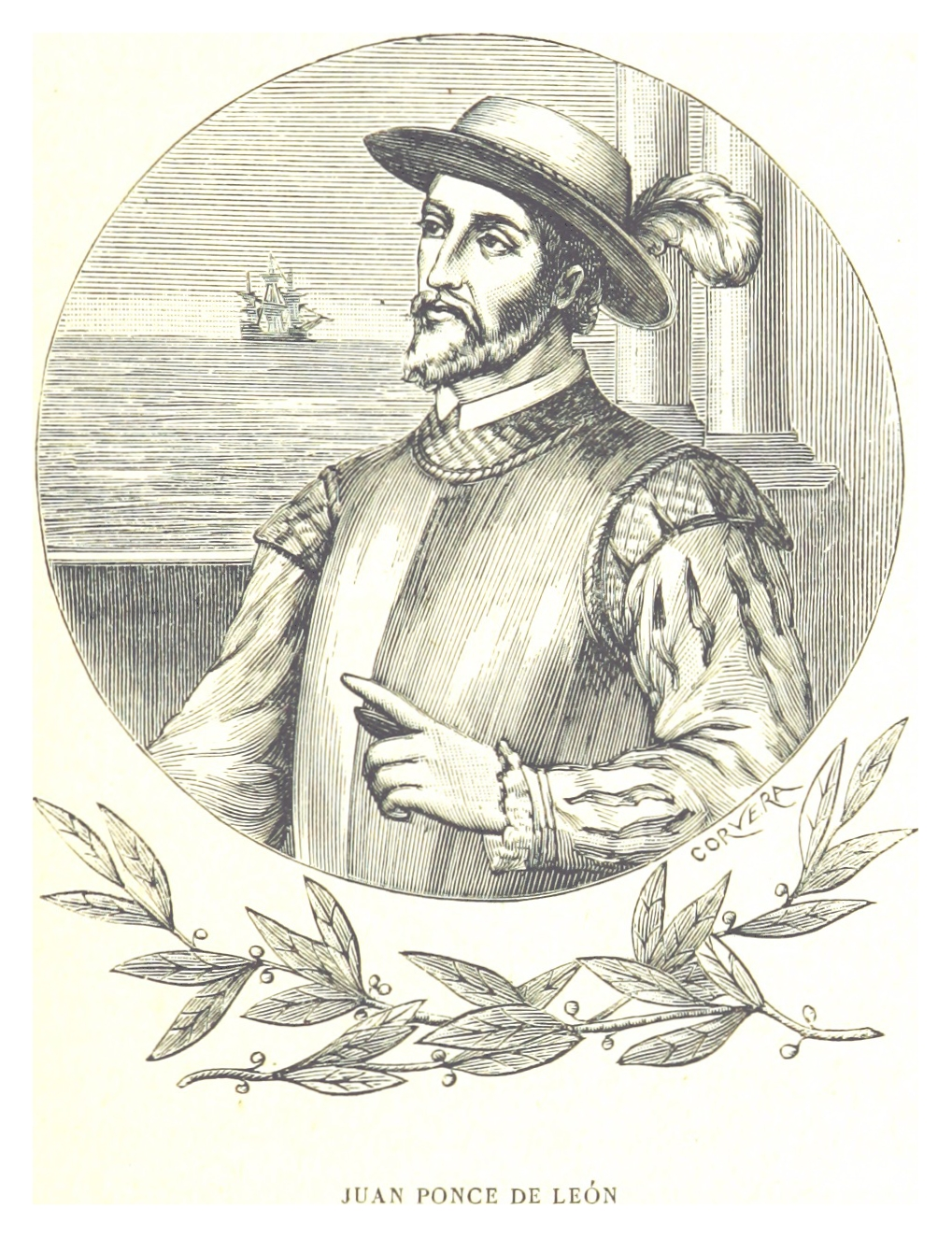
Ponce de Leóndescubridor de La Florida (1513)
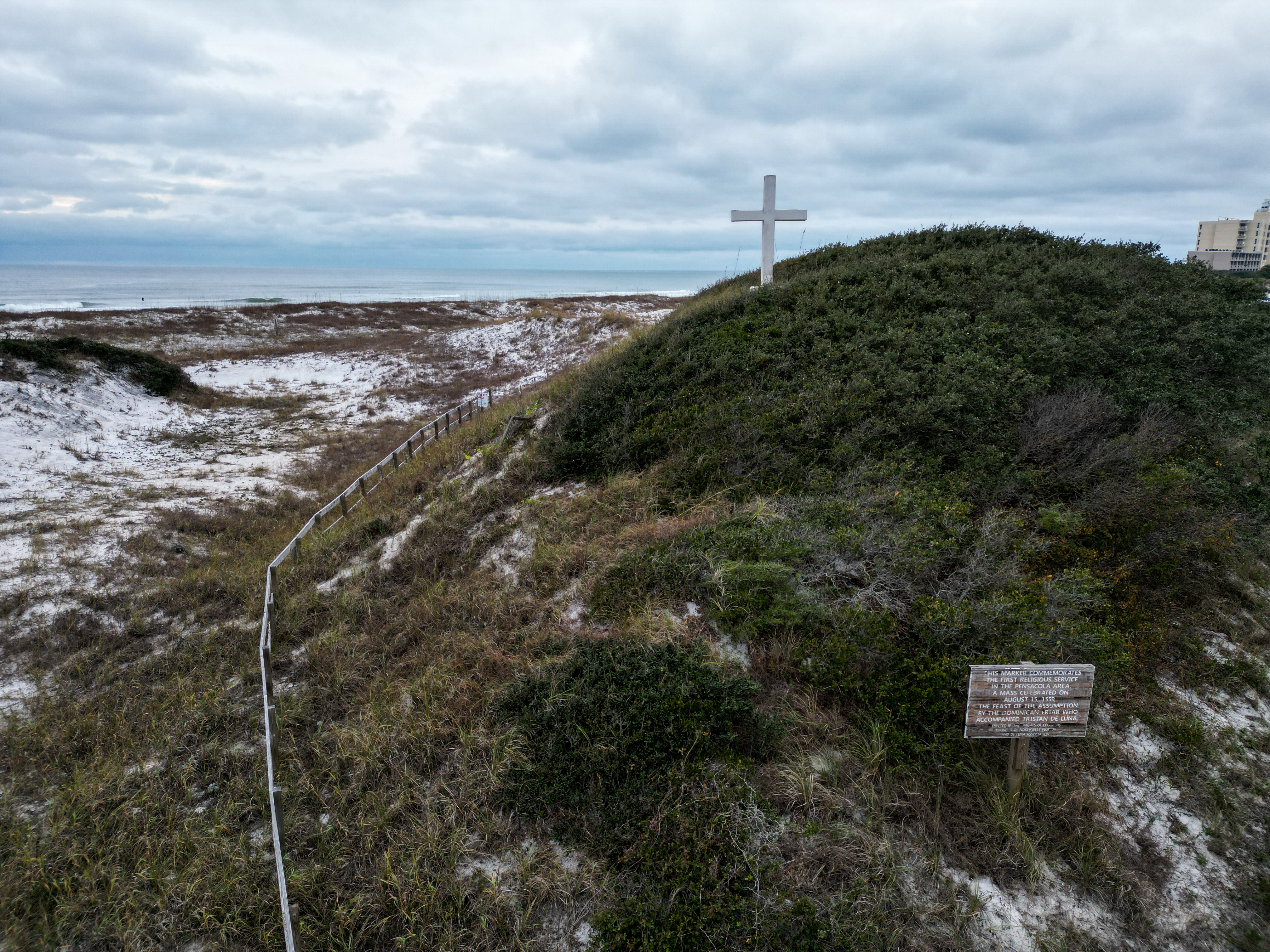
Lugar de la primera misa en bahía de Pensacola durante la expedición de Tristán de Arellano (1559)
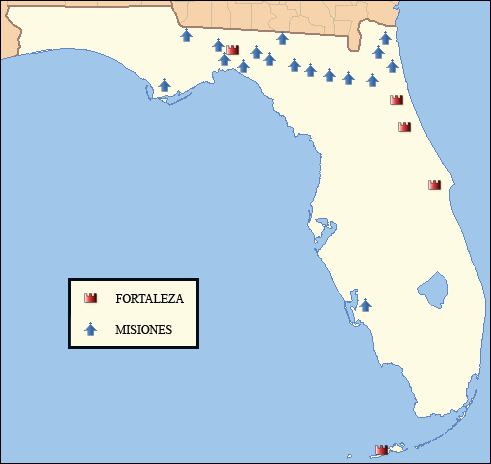
Misiones y poblaciones en 1700

En 1521 Ponce de León regresó con equipamiento y colonos para establecer un asentamiento permanente, pero se encontró con la feroz oposición de los indígenas que no cesaban en sus ataques a los colonos españoles. Los registros más antiguos de Florida son de esta época. En 1527-28 la expedición de Pánfilo de Narváez exploró la costa occidental de Florida, desembarcando en la bahía de Tampa. Álvar Núñez Cabeza de Vaca describió en su relación Naufragios a los indígenas, la región y lo sucedido durante la expedición, incluido el naufragio frente a la isla de Galveston (Texas) y los años que tardó en regresar a México a pie. De 1526 data la fundación de San Miguel de Gualdape por Lucas Vázquez de Ayllón, que fue el primer intento de establecer una población europea en los EE. UU. La región al norte de La Florida le fue reconocida como Tierra de Ayllón, en las actuales costas de Carolina del Norte, Carolina del Sur y Virginia, cuya conquista no se llevó a cabo. Esta costa de Las Carolinas al norte de La Florida, fue identificada por Francisco Gordillo y Pedro Quexo en 1521.
Inspirado por el ejemplo de Cabeza de Vaca otro conquistador, Hernando de Soto, organizó en 1539 una nueva expedición a la península. Miembros de esta expedición publicaron más adelante detalles de los nativos de La Florida tales como su estilo de vida o su comportamiento. En 1559, Tristán de Luna y Arellano consiguió establecerse por primera vez en Panzacola durante dos años.
Los franceses empezaron a interesarse por América lo que obligó a los españoles a acelerar sus planes de colonización de sus más recientes descubrimientos. Jean Ribault condujo una expedición a Florida en 1562 y René Goulaine de Laudonnière fundó en 1564 Fort Caroline en las proximidades de la que fue denominada Vacapilatca en tiempos de dominio hispano y que hoy es Jacksonville, un puerto para colonos hugonotes.
Como respuesta los españoles contraatacaron destruyendo el asentamiento francés y fundando San Agustín un año después. Esta San Agustín, cuyo primer gobernador fue Pedro Menéndez de Avilés, fue la primera ciudad permanente de lo que hoy son los Estados Unidos de América. Desde San Agustín los españoles empezaron a levantar misiones católicas a lo largo de todo el territorio.
En 1565 Menéndez de Avilés atacó lo que quedaba de Fort Caroline, aliado a los indígenas Saturigua, matando a todos los soldados franceses (excepto a los católicos) y rebautizó el asentamiento como San Mateo. Dos años después, Dominique de Gourges recobró el fuerte masacrando a todos los defensores españoles. En 1586 el pirata inglés Francis Drake arrasó San Agustín.
La capital se situó de 1566 a 1567 en Santa Elena, actual Carolina del Sur. A lo largo del siglo XVII los colonos ingleses de Virginia y las Carolinas fueron gradualmente llevando las fronteras españolas que inicialmente se ubicaban a partir de la costa del océano Atlántico en los 36°N (desde aproximadamente la latitud del Cabo Medanoso actualmente llamado Cabo Hatteras), hacia el sur mientras que los asentamientos franceses a lo largo del río Misisipi estrecharon los dominios españoles por el oeste.
Hacia 1595 llegó a la Florida una serie de misioneros franciscanos entre los que se destaca Francisco Pareja, quien escribió los primeros libros en timucua (Timucua), una lengua indígena en la zona ya extinta tras los ataques ingleses. En septiembre de 1597 se produjo el martirio de los cinco franciscanos de Georgia en las misiones establecidas para la evangelización de los indígenas guale al norte de San Agustín, actualmente en el estado de Georgia. 

Expedición de Hernando de Soto (1539-1542)
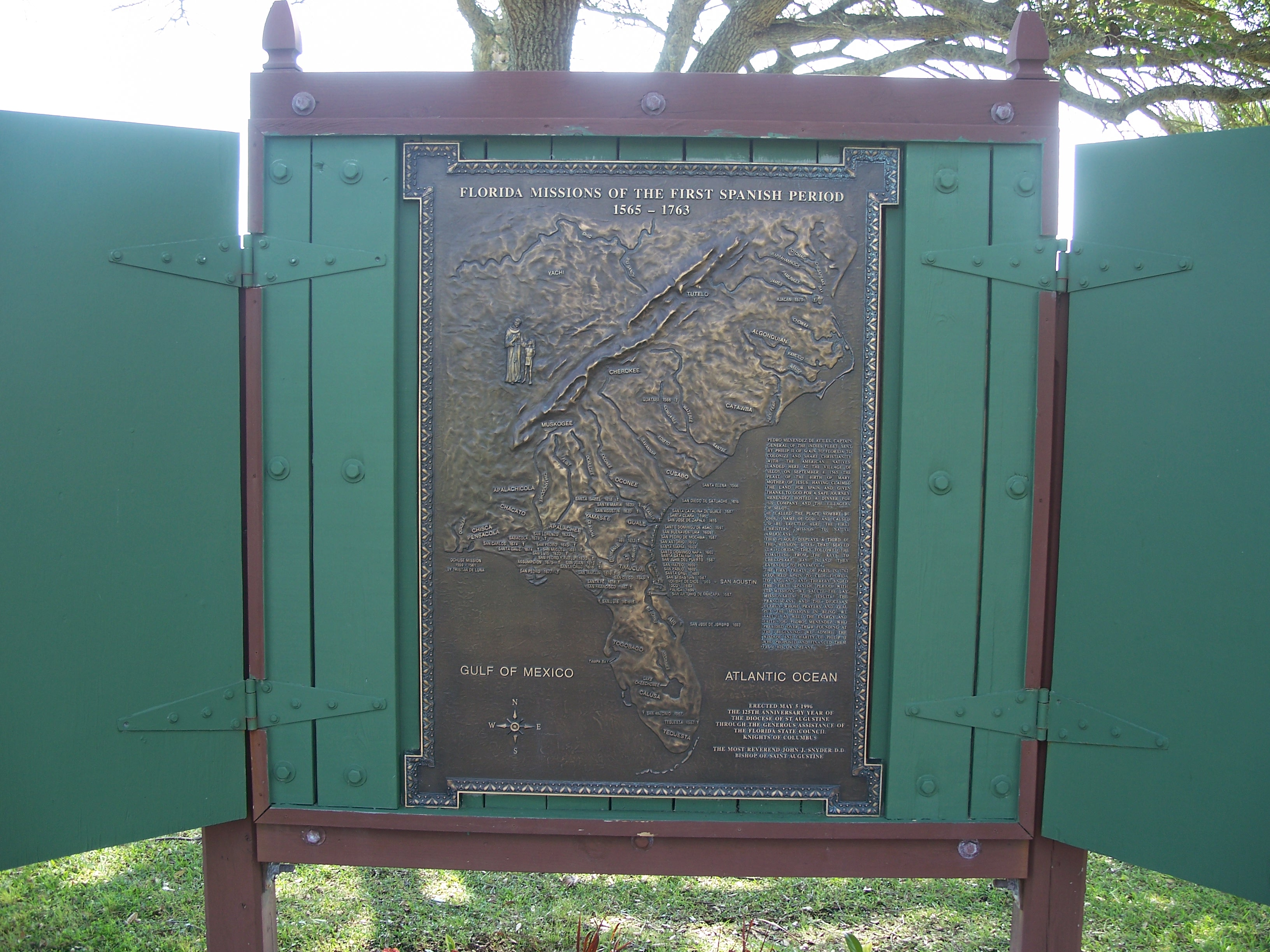
Placa de misiones españolas en La Florida
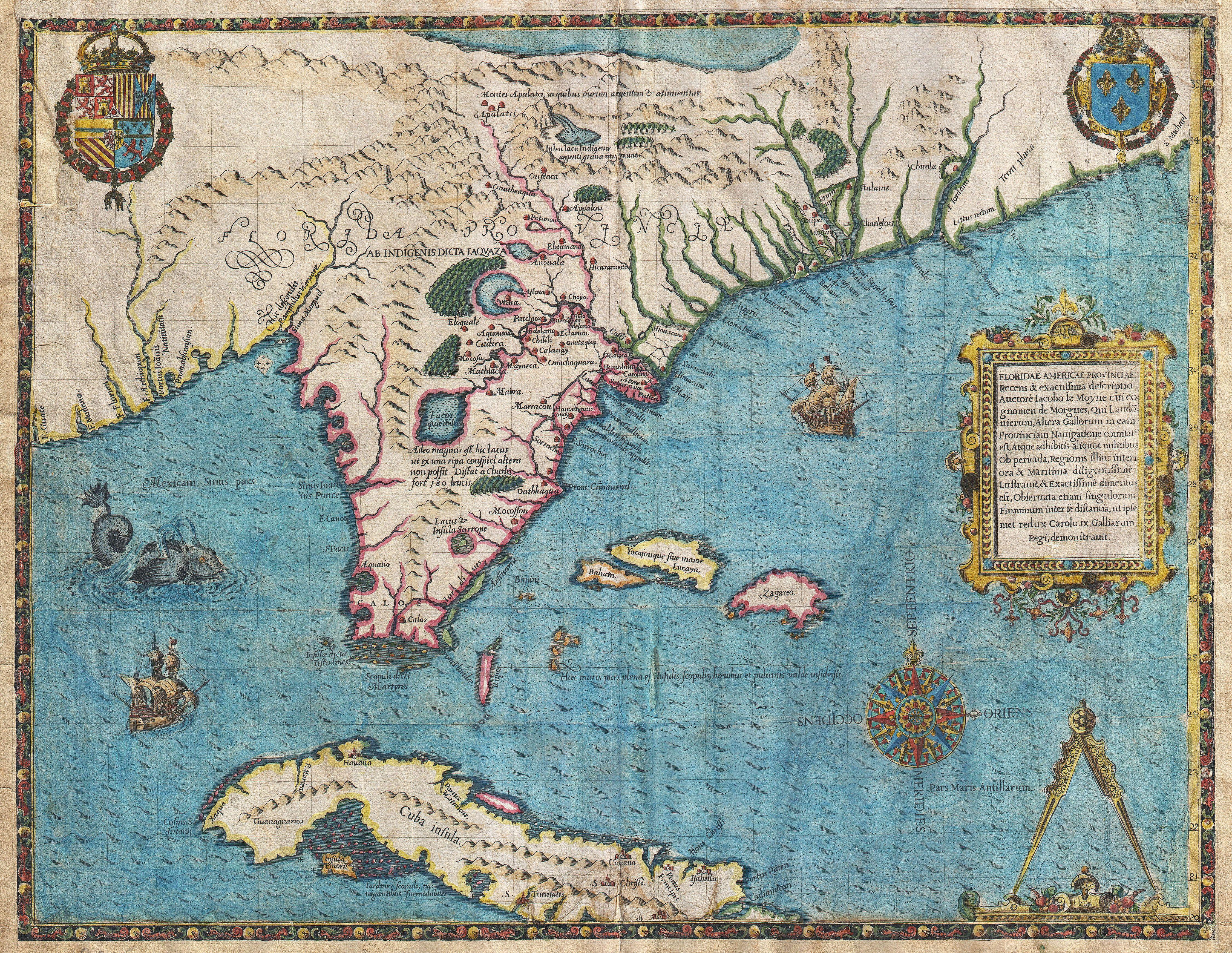
Floridae Americae Provinciae Recens & Exactissima Descriptio del neerlandés De Bry y Le Moyne (1591). Proyecto fallido de la Florida Francesa.
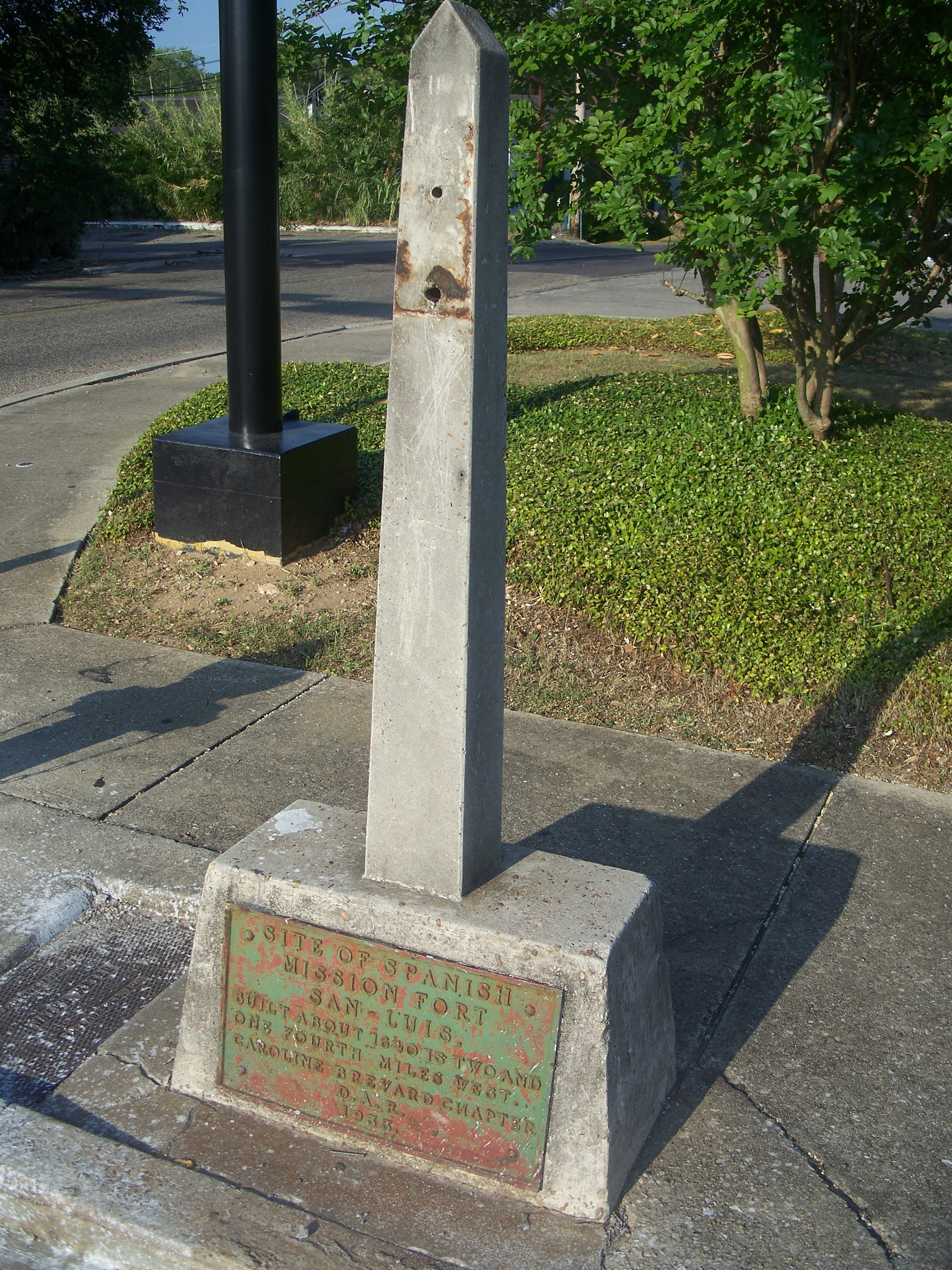
Misión San Luis de Apalache (1633) en Tallahasee.

En 1690 se llevaron a cabo dos efímeros intentos de establecerse en la importante región de los indígenas muscogui apalachicola en el río Chattahoochee con el fuerte Apalachicola y el puesto Coweta, que fueron desmantelados ante la asociación de los apalachicola con los ingleses de la provincia de Carolina (actual Georgia).
Durante la guerra de la Reina Ana (1702-1713) los británicos arrasaron el sistema de misiones que se extendía desde San Agustín a Tallahasse.  En 1702 el gobernador inglés de la provincia de Carolina James Moore y sus aliados los indígenas yamasi atacaron de nuevo la plaza española de San Agustín pero no pudieron hacerse con el control del fuerte. En 1704 se produjo la masacre de Apalache, que arrasó la provincia de Apalache (región de Tallahassee). Gran parte de los Mártires de La Florida, religiosos y fieles católicos  indígenas, corresponden a este periodo.
En 1719 los franceses tomaron el asentamiento español en Panzacola aunque, tras la invasión inglesa a los territorios actualmente correspondientes a Georgia, los españoles se mantenían fuertes en Vacapilatca (en pidgin español-maskoki: Vado de las Vacas, luego de 1820 llamada por los estadounidenses Jacksonville).
Fue durante esta época cuando los indígenas Muscogui o Maskoki protegidos y aliados de España empezaron a migrar hacia Florida donde mezclándose con españoles, otros europeos, otros aborígenes (por ejemplo Apalaches) y melanoafricanos constituyeron la etnia seminola.

## Época inglesa (1763-1784)

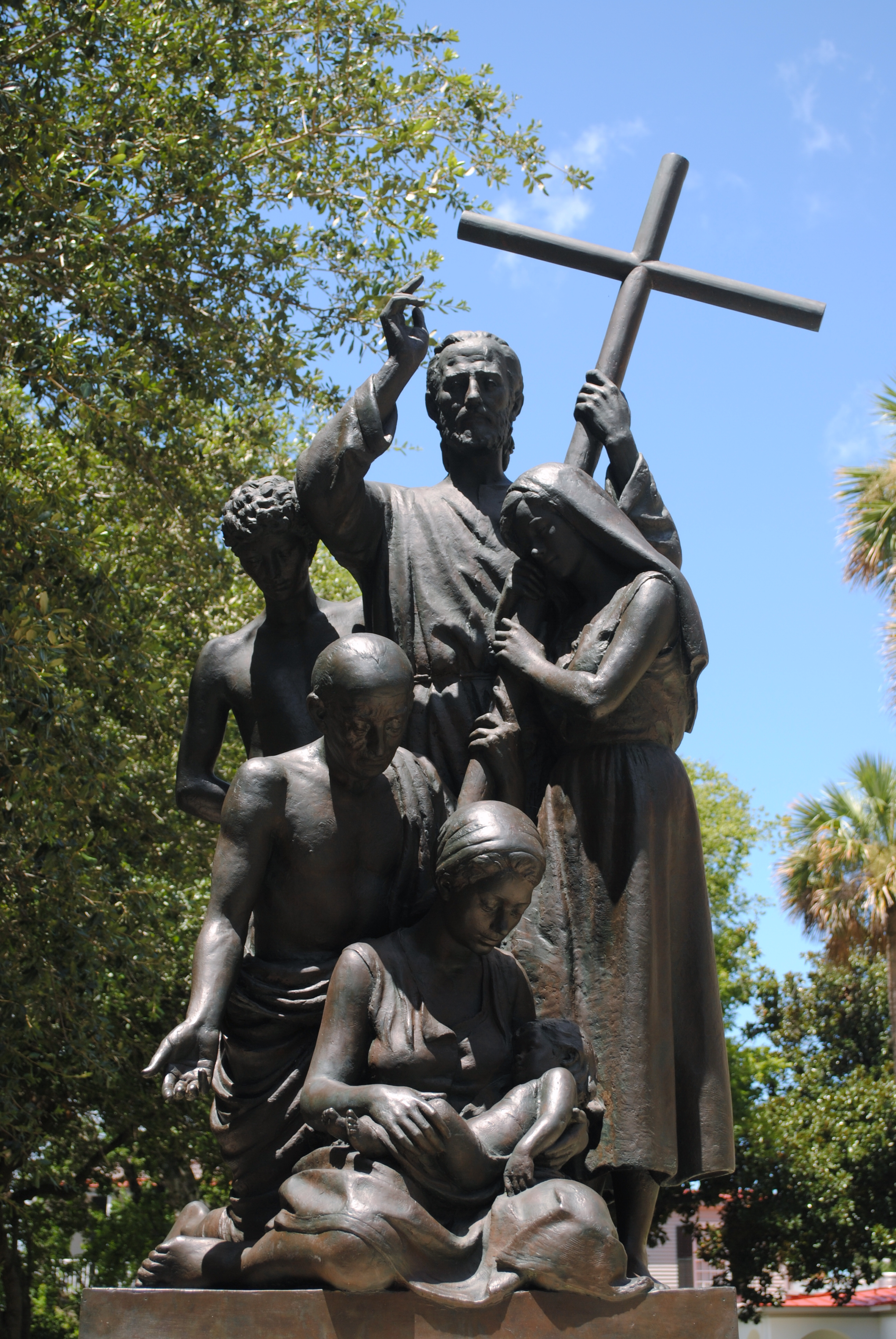
El cura menorquín Pere Camps Janer en la colonia de Nueva Smyrna (1768-1777)

En 1763 España cedió Florida a Inglaterra a cambio del puerto de La Habana (Cuba) que había sido tomado por los británicos durante la guerra de los Siete Años. La mayor parte de la población española abandonó la colonia junto a numerosos indios. Los ingleses iniciaron un ambicioso programa para atraer colonos hacia Florida y dividieron el territorio en Florida Oriental y Occidental, haciéndose con las poblaciones de Batton Rouge o Mobile que habían pertenecido a la Luisiana francesa, amenazando Nueva Orleans. De esta época data la reconversión del convento franciscano de San Agustín en cuartel o la construcción de la Kings Road (Camino del Rey) para conectar Florida con la provincia de Georgia. Además, en 1768 Andrew Turnbull estableció la colonia de Nueva Esmirna con colonos en régimen de servidumbre no abonada procedentes de Menorca bajo soberanía británica. Fue abandonada en 1777 ante las carencias y dificultades de los colonos denunciadas por los religiosos Pere Camps Janer y Bartomeu Casasnovas.

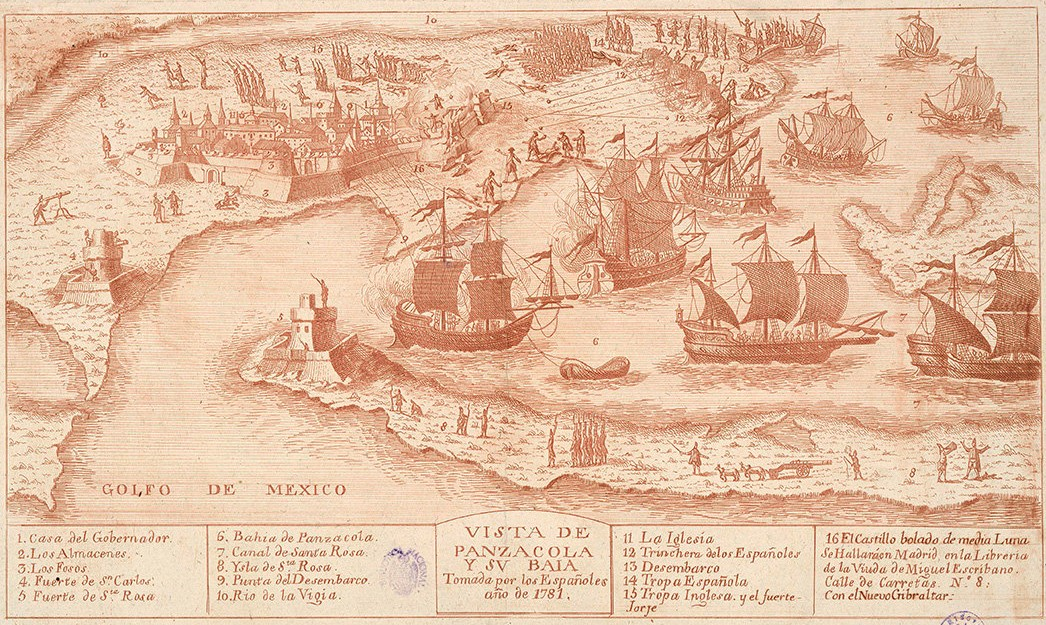
Batalla de Pensacola (1781) durante la guerra de Independencia de EE. UU. con victoria decisiva contra los ingleses por Bernardo de Gálvez.

En 1767 los británicos fijaron la frontera norte de Florida en una línea que se extendía de la desembocadura del río Yazoo/ Yazu hasta la del río Chattahoochee/ Chettajuchi en una franja que cubría el sur de los actuales estados de Misisipi y Alabama.

### Guerra de Independencia de EE.UU. y ocupación de Florida Occidental

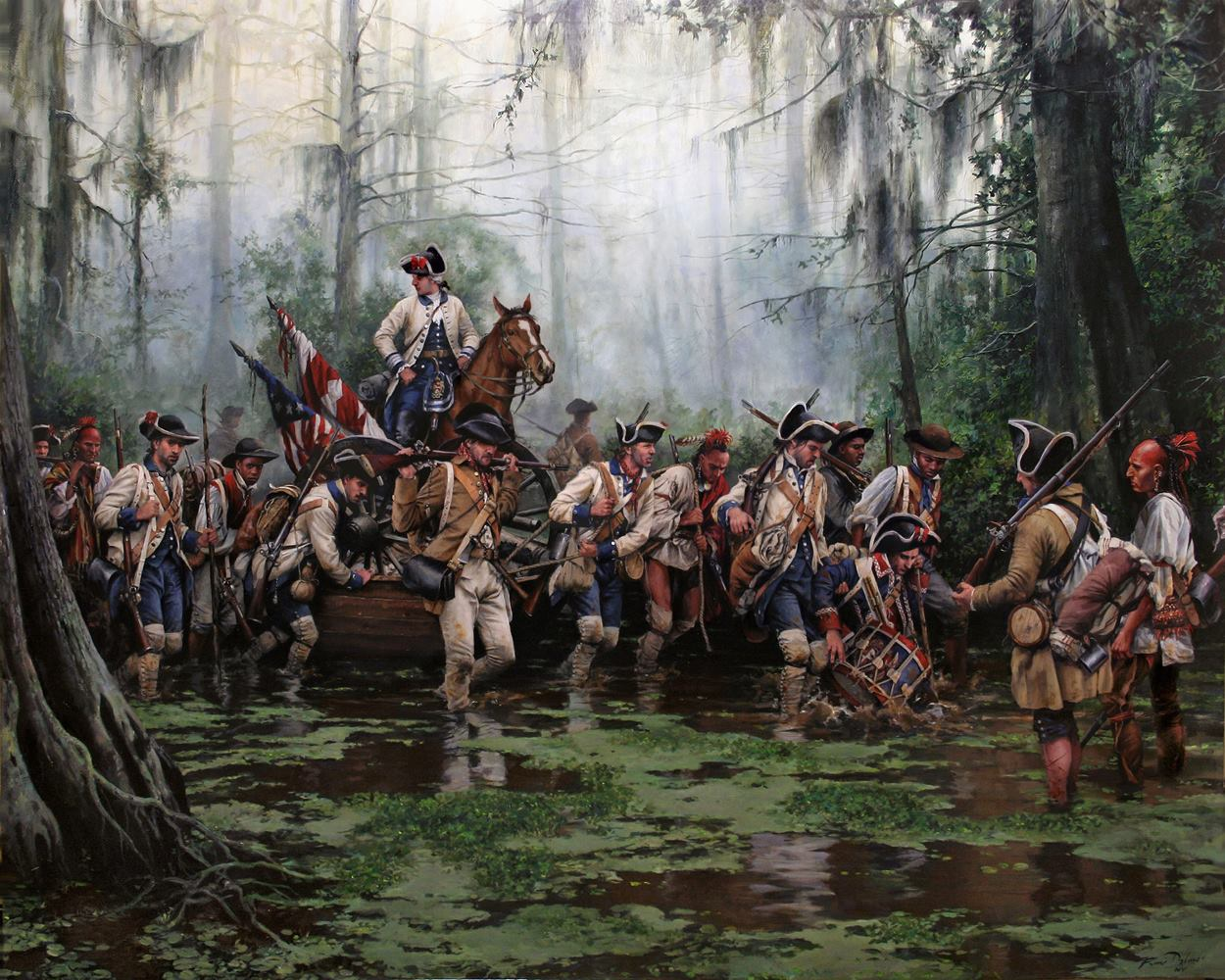
La marcha de Gálvez (Ferrer Dalmau), tomas de fort Bute y Baton Rouge (1779)

España apoyó a EE. UU. en la guerra de Independencia de los Estados Unidos frente a Inglaterra. De 1779 con la toma de fort Bute a la decisiva victoria en Pensacola en 1781, Bernardo de Gálvez propició una importante ventaja para los EE. UU. en la campaña de la Costa del Golfo. Al final de la guerra, el Tratado de París (1783) firmado entre los reinos de España y Gran Bretaña devolvió el control de Florida a la primera pero sin especificar las fronteras.

## Segunda época española (1784-1821)

### Anexión a EE.UU. de Florida Occidental
Tras el tratado de París (1783) España tomó soberanía del territorio de la Florida occidental. Las ambiciones anexionistas del los recién establecidos Estados Unidos de América bajo el gobierno de su primer presidente George Wahington propiciaron reclamaciones de su región septentrional, limítrofe con la antigua provincia de Georgia. Además, España trató de contrarrestar la alianza entre EE. UU. y Gran Bretaña manifestada en el tratado de Jay (1794) y resolver el conflicto internacional de la guerra de Coalición con Francia. Manuel Godoy firmó con los EE. UU. el tratado de San Lorenzo (1795), renunciando a los territorios al norte del paralelo 31° N. España conservó la soberanía de la franja costera con la población de La Mobila, evacuando los fuertes de San Fernando de las Barrancas (actual Memphis, Tennessee), Confederación de Tombecbe y San Esteban (ambos en Alabama).
En 1799, con el apoyo de Gran Bretaña desde las islas Bahamas inglesas, el militar británico William Augustus Bowles realizó un intento fallido de establecer la colonia del Estado de Muskogee (1799-1803) a expensas de la actual región de Tallahassee desde la que atacar tanto la Florida española como la Georgia estadounidense.
Aprovechando la inestabilidad en el imperio español americano causada por la el gobierno francés de España (1810-1814) y las guerras de Independencia Hispanoamericanas, los EE. UU. reclamaron las regiones de Baton Rouge y Mobile. Argumentando que la compra de la Luisiana a Napoleón (1803) incluía estos territorios españoles, el gobierno de James Madison dio forma a la república de Florida Occidental. En 1810 el gobernador Vicente Folch recibió instrucciones de permitir la invasión del ejército de Claiborne desde el territorio de Orleans hasta el río Perla, que los estadounidenses denominaron distrito de Baton Rouge (actual Alabama).
La ambición de los EE. UU. por hacerse con Florida ante el temor de perderla ante Francia o Reino Unido resultó en la planificación de la guerra Patriota para invadir Florida por Fernandina desde Georgia en 1812 con la creación del estado títere de la república de Florida Oriental. Los colonos estadounidenses empezaron a atacar asentamientos indígenas que tomaron su venganza haciendo incursiones en territorio estadounidense. El ejército de los Estados Unidos empezó a franquear la frontera con la Florida Española para perseguir a los indígenas en las Guerras Seminolas. España finalmente perdió Mobile en abril de 1813 ante la fuerza estadounidense capitaneada James Wilkinson en la guerra de 1812. El distrito de Mobile fue incorporado en el territorio de Misisipi.

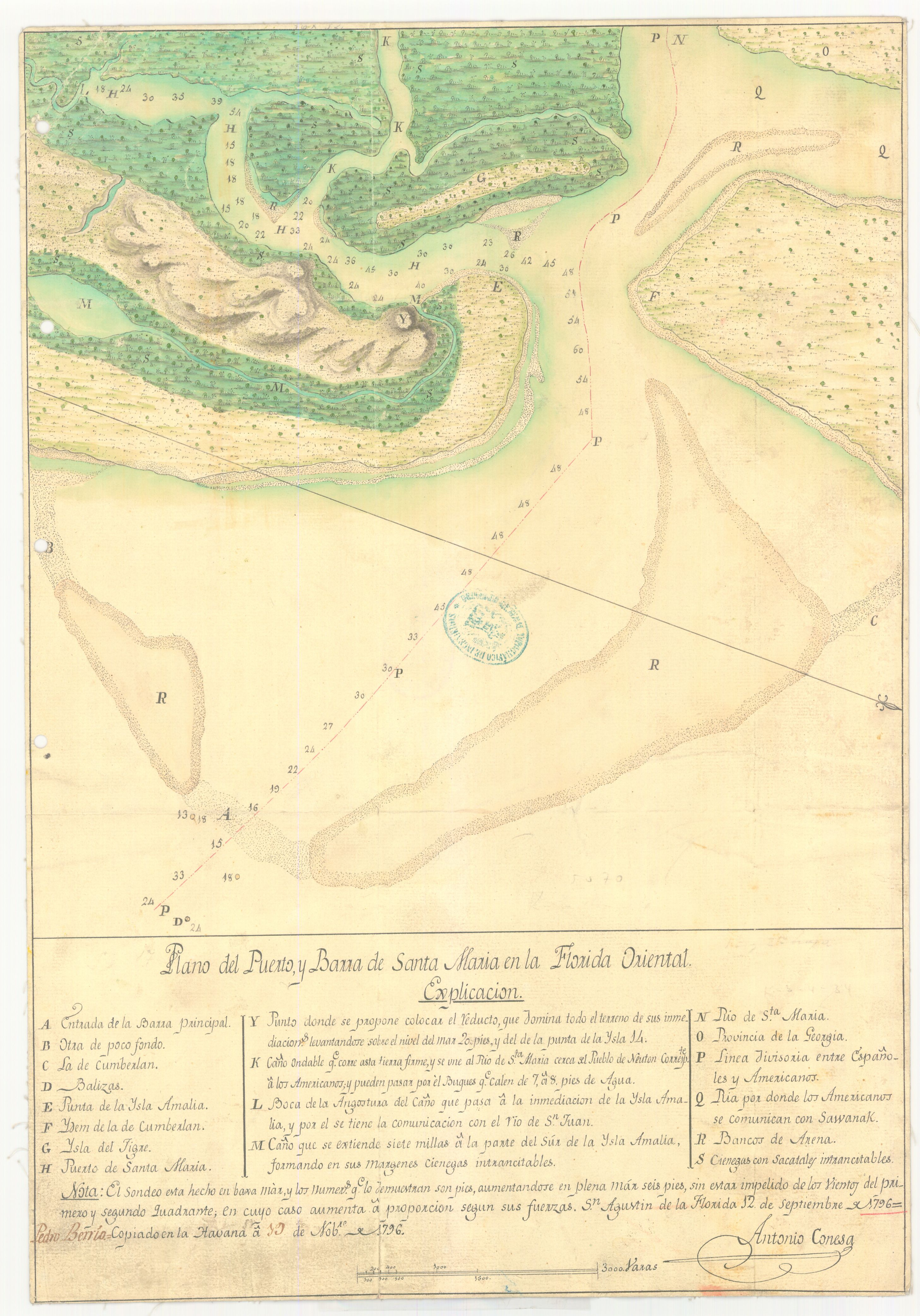
Frontera con EE.UU. en Isla Amalia y Fernandina (1811)
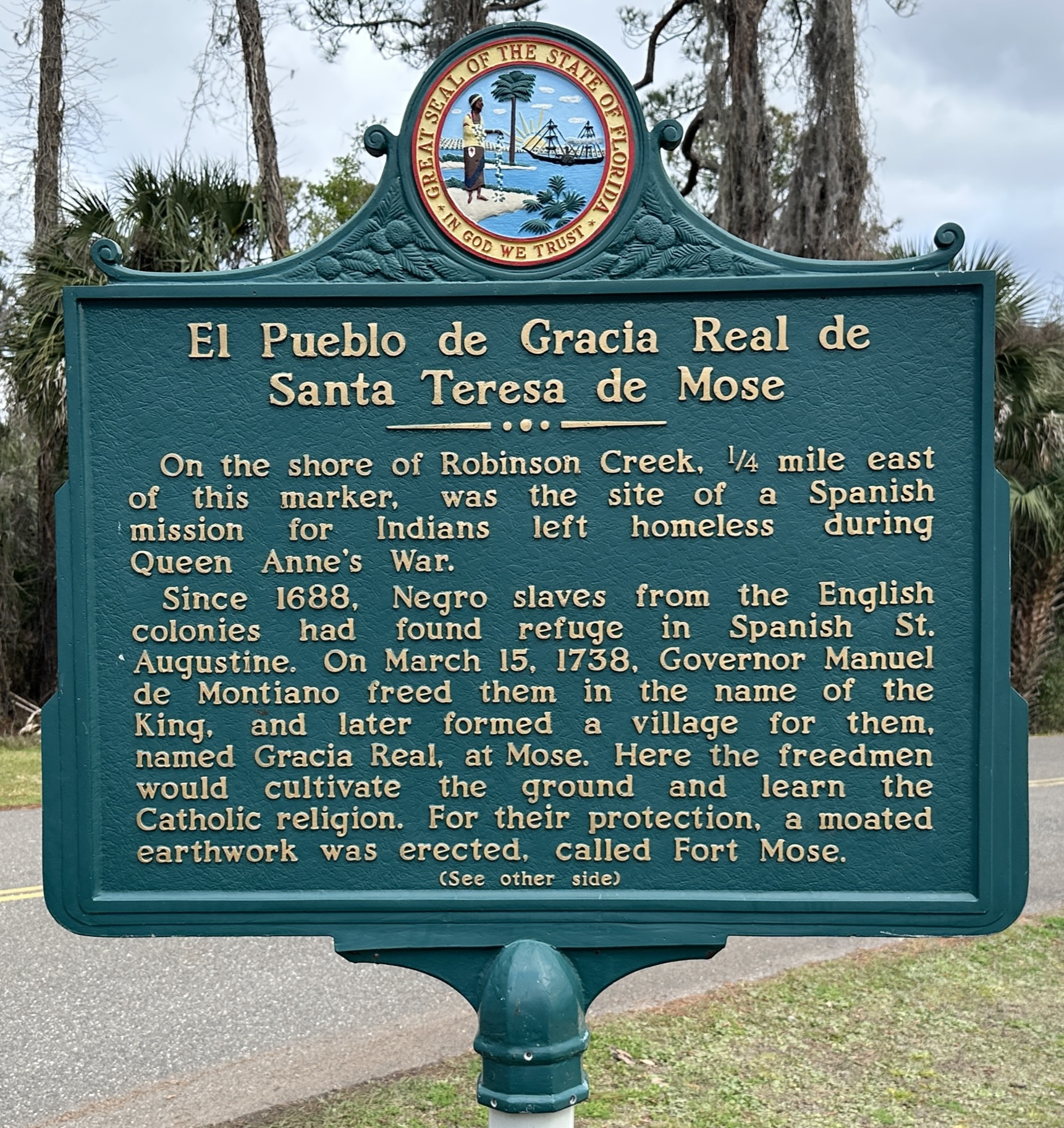
Gracia Real de Santa Teresa de Mosé (1738)
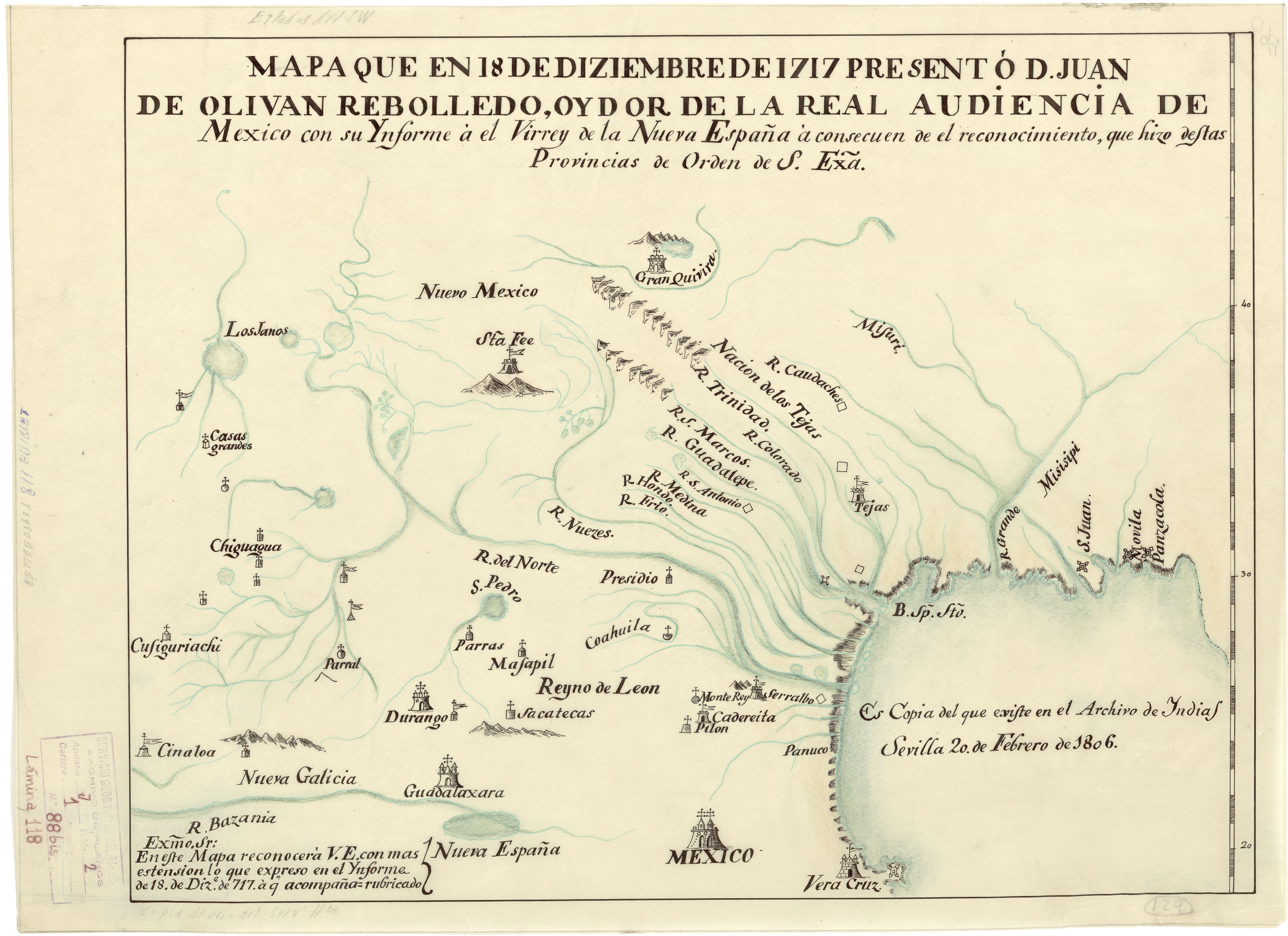
Mapa oeste de Florida y Texas española (1717)
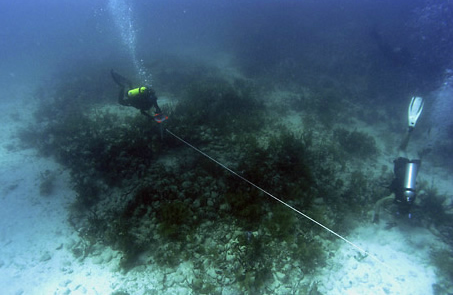
Pecio Pópulo en parque nacional Biscayne del naufragio de la Flota de Indias de 1733

### Conquista estadounidense de Florida Oriental

Florida española en 1810.

Las pretensiones anexionistas de EE. UU. dieron lugar a la primera guerra Semínola por la que el ejército de Andrew Jackson invadió Florida de manera sucesiva. A la breve ocupación de Pensacola (1814) siguió la destrucción del fuerte de Negros (1816) en la región limítrofe con Georgia. Además, Jackson conquistó Fernandina en 1817, poniendo fin a la república pirata de Isla de Amelia (ideada, por el independentista venezolano Juan Bautista Arismendi, como base de operaciones "libertadora" en Norteamérica). En 1818 ocupó San Marcos de Apalache, y arrasó las poblaciones indígenas de Miccosukee (condado de León) y Tallahasee. Jackson volvió a conquistar Pensacola en 1818, capital de la Florida Occidental, por lo que en la práctica Florida se encontraba dividida entre los semínolas y los estaodunidenses; quedando la presencia de España reducida a San Agustín, no pudiendo hacer nada debido a la inestabilidad política causada por las guerras de Independencia Hispanoamericanas y la guerra de Independencia de España.
Ante la imposibilidad de recuperar Florida y temiendo perder también Tejas ante los yanquis, España firmó el Tratado de Adams-Onís puso fin a los trescientos años de historia española de Florida. Este acuerdo estableció las fronteras definitivas entre Estados Unidos y España (Nueva España). Entró en vigor en julio de 1821, el último gobernador español José Coppinger entregó San Agustín el 10 y el coronel José María Callava, Pensacola el 17.